# 青铜峡站
青铜峡站，位于中华人民共和国宁夏回族自治区吴忠市青铜峡市青铜峡镇，是包兰铁路上的火车站，建于1958年，由中国铁路兰州局集团管辖。车站办理客货运业务。

## 外部連結
- 维基共享资源上的相關多媒體資源：青铜峡站